# Apollo (biograf)
För andra betydelser, se Apollo.

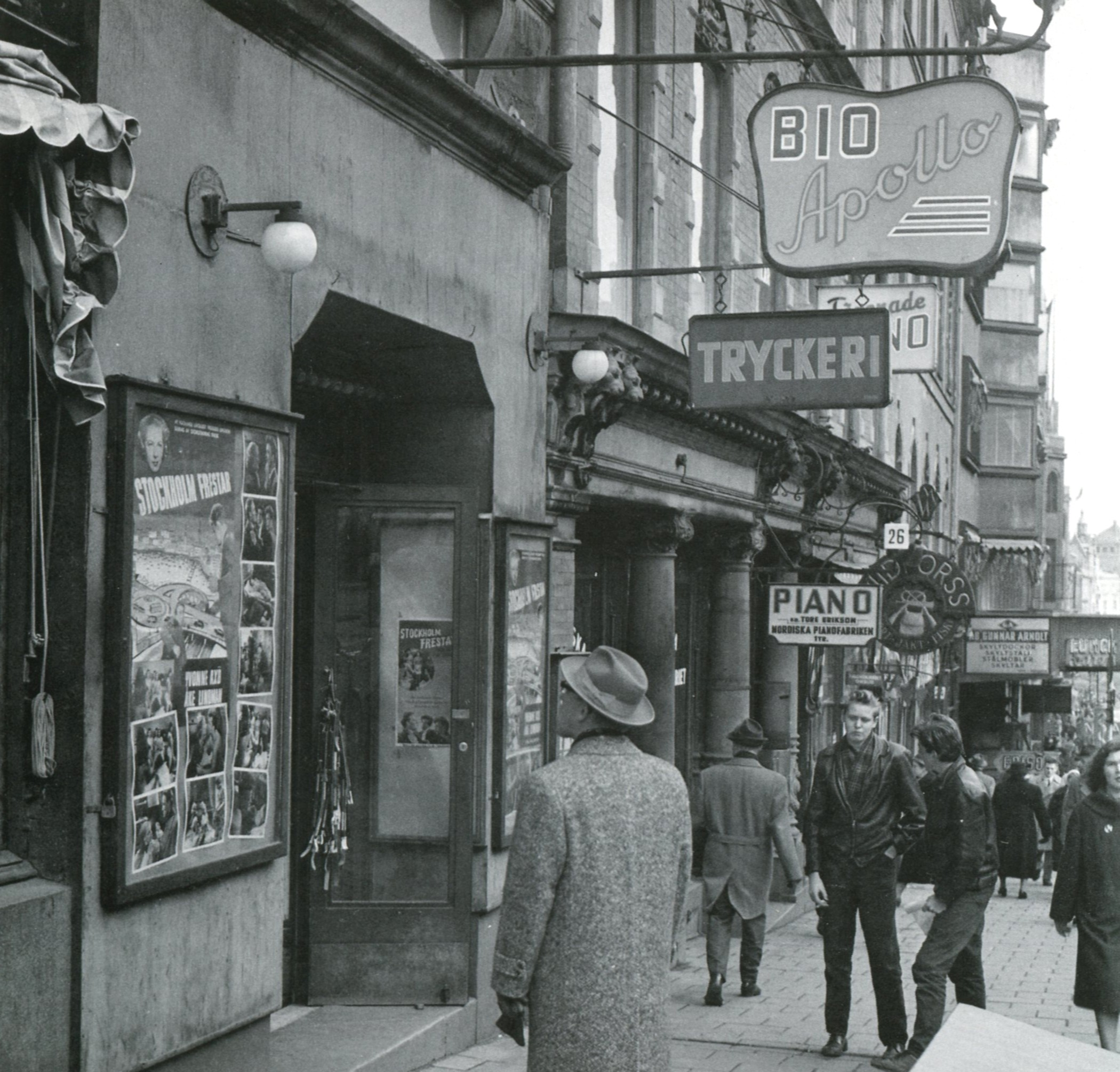
Utanför Apollo i oktober 1959.

Apollobiografen, även Bio Apollo var en biograf vid Hamngatan 28 i Stockholm. Biografen öppnade 1907 och var då en av Stockholms mycket tidiga biografer. Filmvisningen upphörde 1960 i samband med att byggnaden revs inom ramen för Norrmalmsregleringen.

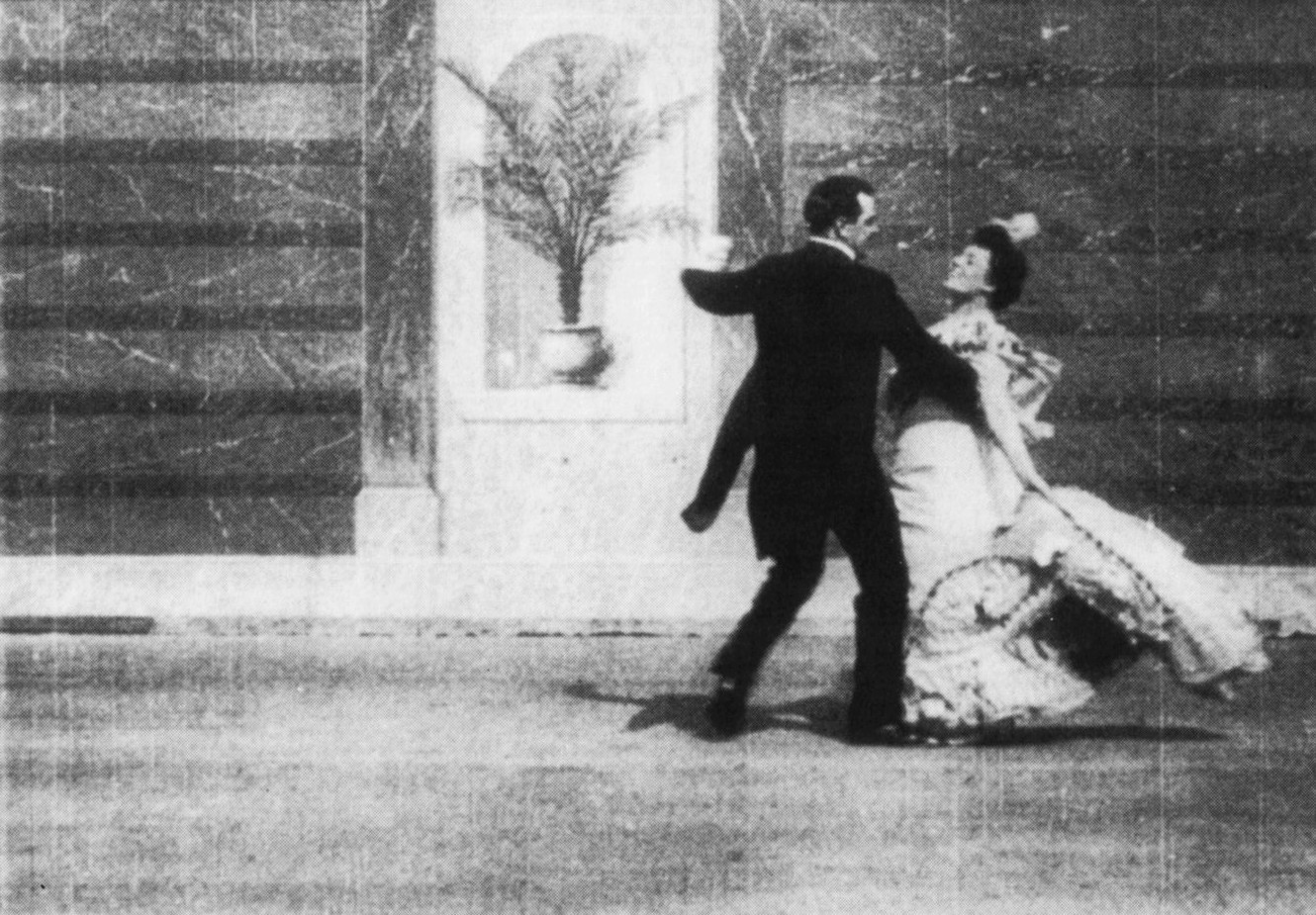
Emma Meissner och Carl Barcklind i "Den glada änkan", premiärvisades 28 augusti 1907.

Apollo låg i den så kallade Hamngatsbacken, nästan uppe vid Malmskillnadsgatan och granne med Hästskopalatset. Under sin första föreståndare, Albin Roosval, började man den 4 augusti 1907 visa film, delvis från det egna produktionsbolaget Apollo, exempelvis kortfilmerna Den glada änkan, Balett ur operan Mignon och Stockholms brandkår. 
Redan vid starten angavs "Svenska bilder" som biografens exklusiva specialitet. Den första tiden hade Apollo inga fasta visningstider utan man visade sin repertoar i oavbruten följd ackompanjerad av pianomusik, alltså en tidig form av non-stop-biograf. Salongen var rektangulär med plats för 176 besökare. 
Under 1910-talet var Apollo premiärbiograf men blev sedermera till en andrahandsbiograf. 1934 renoverades lokalen med bland annat klädda stolar, ridå och mjuka mattor. Apollo tillhörde ingen biografkedja utan drevs självständigt. I januari 1960 lades Apollo ner, huset revs därefter eftersom Hamngatsbacken skulle grävas bort. Vid den tiden var Apollo Stockholms äldsta biograf. 